# Haid (Hallerndorf)

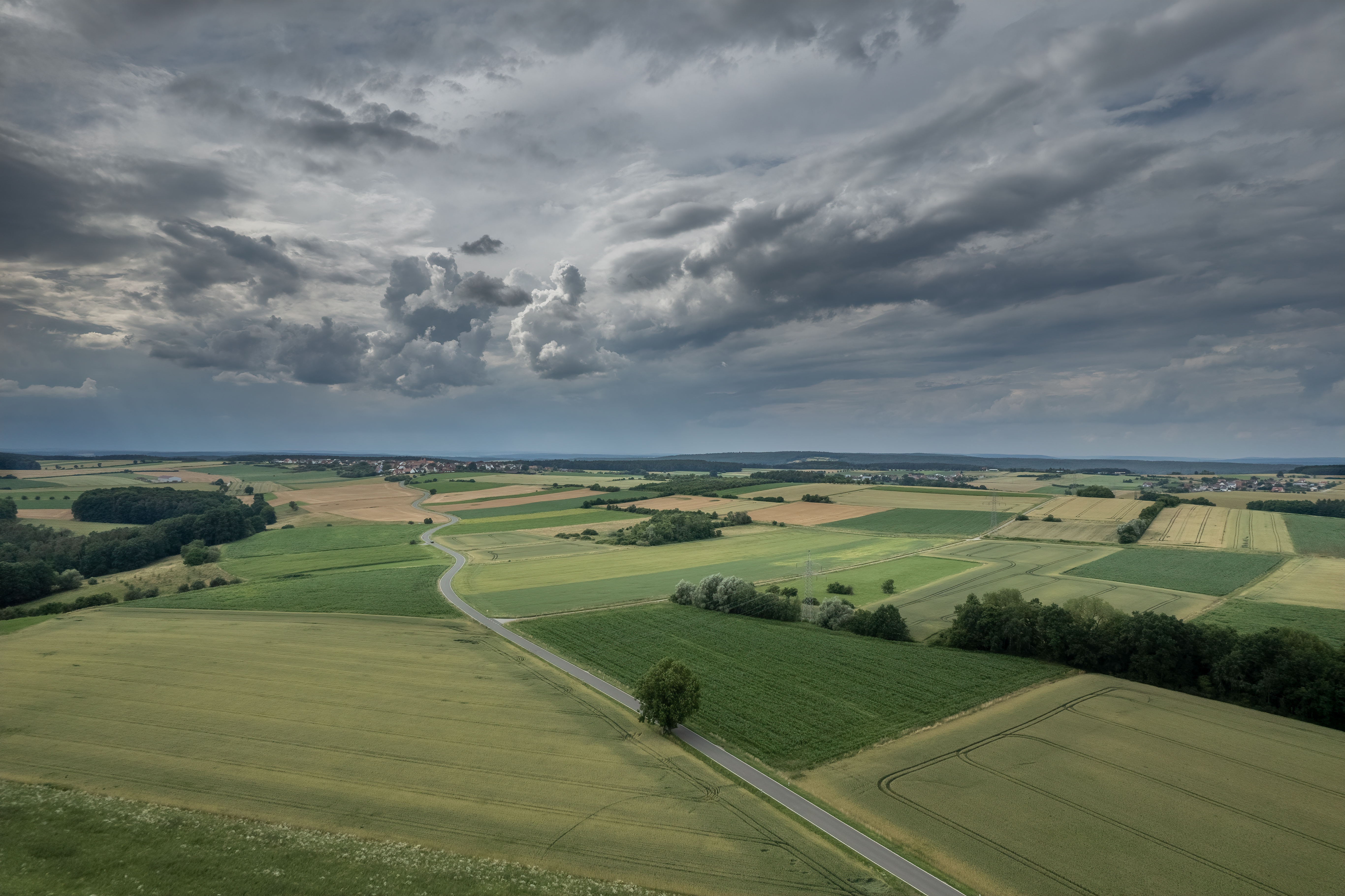
Luftaufnahme Haid

Haid ist ein Gemeindeteil der Gemeinde Hallerndorf im Landkreis Forchheim (Oberfranken, Bayern).

## Geografie
Das  Dorf in der naturräumlichen Landschaftseiheit der Ebrach-Aisch-Platten ist einer von neun amtlich benannten Gemeindeteilen von Hallerndorf in Oberfranken. Es befindet sich etwa vier Kilometer südwestlich des Ortszentrums von Hallerndorf auf 260 m ü. NHN.

## Geschichte
Die erste schriftliche Erwähnung des früher als „Haydt“ bezeichneten Dorfes war 1267, die tatsächliche Ortsgründung war aber wohl bereits im 10. Jahrhundert. Bis zum Beginn des 19. Jahrhunderts unterstand Haid der Landeshoheit des Hochstifts Bamberg. Die Dorf- und Gemeindeherrschaft übte das Amt Bechhofen als Vogteiamt aus. Auch die Hochgerichtsbarkeit hatte dieses Amt in Zentbechhofen als Centamt.
Als das Hochstift Bamberg infolge des Reichsdeputationshauptschlusses 1802/03 säkularisiert und unter Bruch der Reichsverfassung vom Kurfürstentum Pfalz-Baiern annektiert wurde, wurde Haid ein Teil der bei der „napoleonischen Flurbereinigung“ in Besitz genommenen neubayerischen Gebiete.
Durch die Verwaltungsreformen zu Beginn des 19. Jahrhunderts im Königreich Bayern wurde Haid mit dem Zweiten Gemeindeedikt 1818 ein Teil der Landgemeinde Willersdorf. Im Zuge der Gebietsreform in Bayern in den 1970er Jahren wurde Haid zusammen mit Willersdorf zu Beginn des Jahres 1972 in die Gemeinde Hallerndorf eingegliedert. Im Jahr 1987 hatte Haid 112 Einwohner.

## Verkehr
Eine von Willersdorf kommende Gemeindeverbindungsstraße durchquert den Ort und führt weiter nach Lauf. Der ÖPNV bedient das Dorf an einer Haltestelle der Buslinie 265 des VGN. Der nächstgelegene Bahnhof an der Bahnstrecke Nürnberg–Bamberg befindet sich im Eggolsheimer Ortsteil Neuses.

## Baudenkmäler

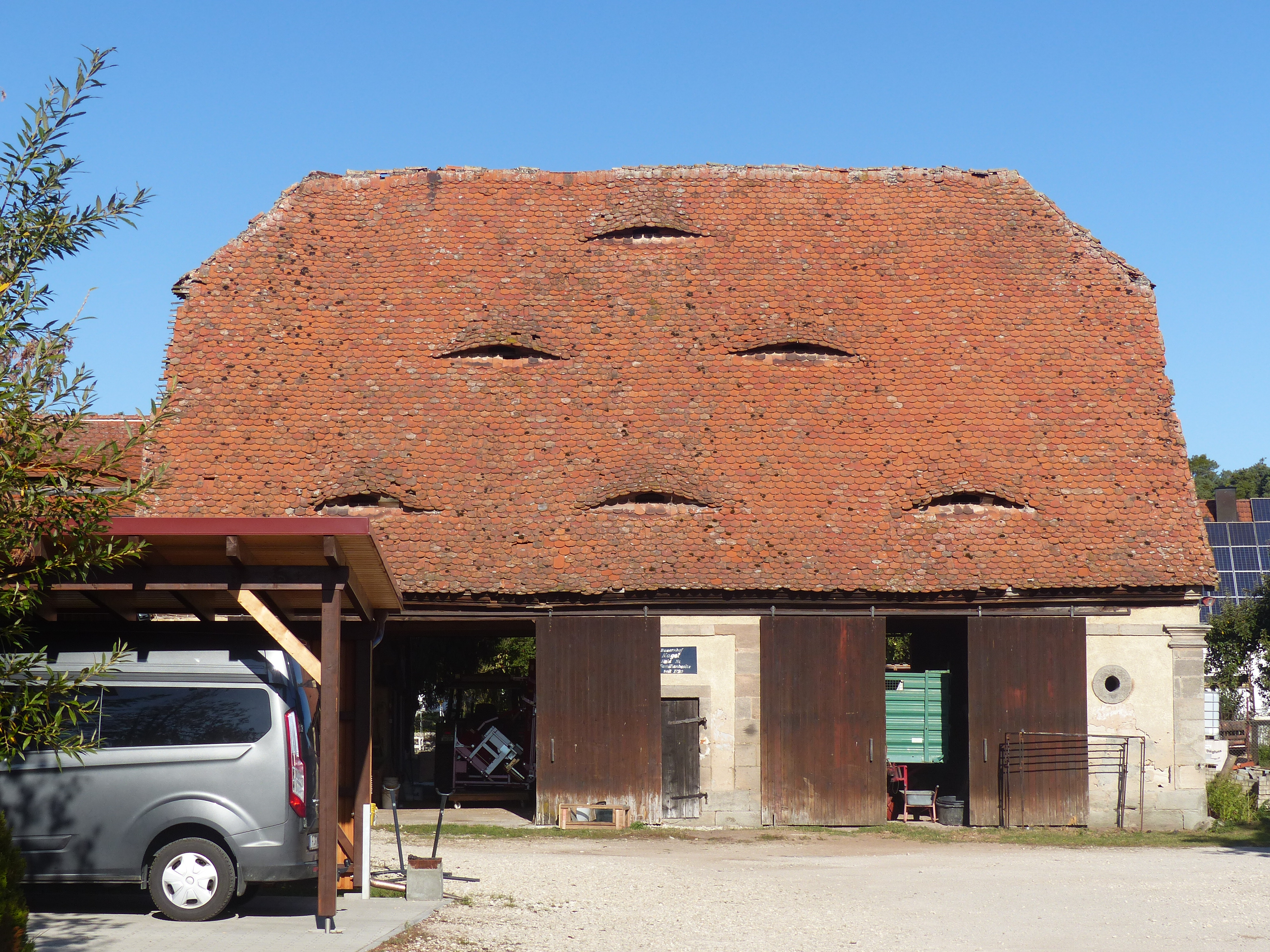
Scheune mit Krüppelwalmdach

In und um Haid gibt es sechs denkmalgeschützte Objekte, darunter eine Kapelle, eine Scheune und ein Backhaus.